# Dolichomitus imperator
Dolichomitus imperator är en stekelart som först beskrevs av Joseph Kriechbaumer 1854. Dolichomitus imperator ingår i släktet Dolichomitus och familjen brokparasitsteklar. Arten är reproducerande i Sverige. Inga underarter finns listade i Catalogue of Life.